# جولیوس راجر
جولیوس راجر (انگلیسی: Julius Roger؛ ۲۳ فوریهٔ ۱۸۱۹ – ۷ ژانویهٔ ۱۸۶۵) دانشمند در زمینه حشره‌شناسی اهل آلمان بود.